# Кјузи (Вибо Валенција)
Кјузи је насеље у Италији у округу Вибо Валенција, региону Калабрија.
Према процени из 2011. у насељу је живело 106 становника. Насеље се налази на надморској висини од 382 м.